# Tephrosia interrupta
Tephrosia interrupta är en ärtväxtart som beskrevs av Adolf Engler. Tephrosia interrupta ingår i släktet Tephrosia och familjen ärtväxter.

## Underarter
Arten delas in i följande underarter:
- T. i. elongatiflora
- T. i. interrupta
- T. i. mildbraedii